# XXXTentacion/Auszeichnungen für Musikverkäufe

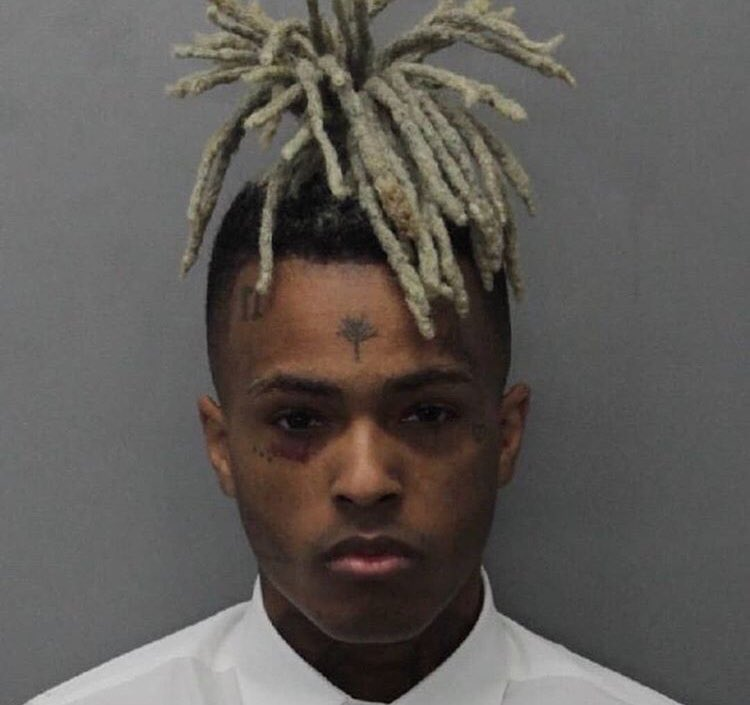
XXXTentacion (2017)

Dies ist eine Übersicht über die Auszeichnungen für Musikverkäufe des US-amerikanischen Rappers XXXTentacion. Die Auszeichnungen finden sich nach ihrer Art (Gold, Platin usw.), nach Staaten getrennt in chronologischer Reihenfolge, geordnet sowie nach den Tonträgern selbst, ebenfalls in chronologischer Reihenfolge, getrennt nach Medium (Alben, Singles usw.), wieder.

## Auszeichnungen
| - Vereinigtes Königreich - 2020: für die Single Roll in Peace - 2020: für das Lied Carry On - 2021: für das Lied Numb - 2021: für die Single Bad! - 2021: für das Lied I Don’t Wanna Do This Anymore - 2021: für das Lied Depression & Obsession - 2021: für das Album Skins - 2022: für das Lied Infinity (888) - 2023: für das Lied Whoa (Mind in Awe) - 2024: für die Single Again - 2024: für das Lied Save Me - 2024: für das Lied Yung Bratz - 2024: für die Single Bad Vibes Forever - 2024: für das Album Bad Vibes Forever - 2025: für die Single Riot - 2025: für die Single True Love - 2025: für die Single Scared of the Dark - Belgien - 2020: für das Album ? - 2020: für das Album 17 - Brasilien - 2024: für das Lied Alone, Part 3 - 2024: für das Lied Before I Close My Eyes - 2024: für das Lied Infinity (888) - 2024: für das Lied Going Down! - 2024: für das Lied $$$ - 2024: für das Lied Floor 555 - 2024: für die Single Take a Step Back - Dänemark - 2019: für die Single Arms Around You - 2022: für die Single Revenge - 2022: für das Lied Carry On - 2023: für das Album Skins - 2023: für das Lied Numb - 2024: für das Album Bad Vibes Forever - 2024: für die Single Bad! - 2025: für das Lied I Don’t Wanna Do This Anymore - 2025: für die Single Roll in Peace - Deutschland - 2020: für die Single Arms Around You - 2023: für das Lied Everybody Dies in Their Nightmares - 2023: für das Lied Hope - 2023: für die Single Changes - 2023: für das Lied The Remedy for a Broken Heart (Why Am I So in Love) - Frankreich - 2023: für das Lied Numb - 2024: für die Single Bad! - 2024: für das Lied Carry On - 2024: für die Single Again - Griechenland - 2021: für das Lied Hope - Italien - 2019: für das Lied The Remedy for a Broken Heart (Why Am I So in Love) - 2021: für das Lied Carry On - Kanada - 2018: für die Single Again - 2018: für das Lied The Remedy for a Broken Heart (Why Am I So in Love) - Neuseeland - 2020: für das Album Skins - 2020: für das Lied Save Me - 2022: für die Single Bad Vibes Forever - 2023: für das Album Bad Vibes Forever - 2023: für die Single Bad! - 2024: für das Lied Floor 555 - Polen - 2021: für die Single Arms Around You - 2022: für das Lied Numb - Portugal - 2018: für die Single Falling Down - Singapur - 2019: für das Album ? - Spanien - 2024: für die Single Arms Around You - 2024: für die Single Falling Down - 2024: für die Single Revenge - 2024: für das Lied Hope - 2024: für das Lied The Remedy for a Broken Heart (Why Am I So in Love) - Vereinigte Staaten - 2019: für das Album Revenge - 2019: für das Lied Sauce! - 2019: für das Lied I Don’t Let Go - 2019: für das Album Skins - 2020: für die Single Gospel - 2022: für das Lied Smash! - 2022: für das Lied Pain = Bestfriend - 2023: für das Lied Love Yourself (Interlude) - 2023: für das Lied Up Like an Insomniac (Freestyle) - 2023: für die Single Vice City - 2024: für das Lied Hate Will Never Win - 2024: für das Lied Schizophrenia - Vereinigtes Königreich - 2023: für die Single Arms Around You | - Australien - 2018: für die Single Falling Down - 2019: für die Single Arms Around You - 2020: für das Album ? - Brasilien - 2024: für die Single Scared of the Dark - Dänemark - 2019: für die Single Moonlight - 2019: für die Single Changes - 2020: für das Lied Everybody Dies in Their Nightmares - 2021: für die Single Look at Me - 2021: für die Single Fuck Love - 2021: für die Single Falling Down - 2023: für das Lied The Remedy for a Broken Heart (Why Am I So in Love) - 2023: für das Lied Hope - 2024: für das Album Revenge - Deutschland - 2023: für die Single Jocelyn Flores - 2023: für die Single Moonlight - 2023: für die Single Falling Down - 2023: für die Single Sad! - 2025: für das Album ? - Frankreich - 2020: für das Album 17 - 2020: für die Single Look at Me - 2021: für die Single Arms Around You - 2022: für das Lied The Remedy for a Broken Heart (Why Am I So in Love) - 2022: für die Single Falling Down - 2025: für die Single Revenge - 2025: für das Album Look at Me: The Album - Griechenland - 2021: für die Single Moonlight - 2021: für die Single Jocelyn Flores - 2021: für die Single Sad! - 2022: für die Single Revenge - Italien - 2018: für die Single Look at Me - 2018: für das Lied Everybody Dies in Their Nightmares - 2019: für die Single Moonlight - 2019: für die Single Fuck Love - 2019: für die Single Arms Around You - 2019: für die Single Changes - 2020: für das Album 17 - 2024: für die Single Revenge - 2024: für das Lied Hope - 2024: für die Single Falling Down - Kanada - 2018: für die Single Moonlight - 2018: für das Album ? - 2018: für das Album 17 - 2018: für die Single Changes - Mexiko - 2018: für die Single Sad! - Neuseeland - 2020: für das Lied Carry On - 2020: für die Single Arms Around You - 2021: für die Single Roll in Peace - 2021: für das Lied I Don’t Wanna Do This Anymore - 2022: für das Album Revenge - 2022: für das Lied Numb - 2022: für das Lied Infinity (888) - 2022: für das Lied Whoa (Mind in Awe) - 2023: für die Single Take a Step Back - 2024: für das Lied Depression & Obsession - Niederlande - 2018: für das Album ? - Polen - 2021: für das Lied The Remedy for a Broken Heart (Why Am I So in Love) - 2024: für die Single Again - Portugal - 2019: für die Single Arms Around You - 2021: für das Lied Hope - 2021: für das Lied The Remedy for a Broken Heart (Why Am I So in Love) - Schweden - 2018: für die Single Changes - 2018: für die Single Moonlight - 2018: für das Album ? - Spanien - 2024: für die Single Changes - 2024: für die Single Jocelyn Flores - 2024: für die Single Moonlight - 2024: für die Single Sad! - 2024: für das Lied Everybody Dies in Their Nightmares - 2024: für die Single Look at Me - 2024: für die Single Fuck Love - Vereinigte Staaten - 2019: für die Single Bad! - 2019: für die Single Arms Around You - 2020: für das Lied Carry On - 2020: für die Single Again - 2020: für das Lied Whoa (Mind in Awe) - 2020: für das Lied $$$ - 2020: für das Lied Don’t Cry - 2022: für das Lied Before I Close My Eyes - 2023: für das Lied A Ghetto Christmas Carol - 2023: für das Lied Alone, Part 3 - 2023: für das Lied Going Down! - 2023: für das Lied I Don’t Even Speak Spanish Lol - 2025: für das Lied Floor 555 - Vereinigtes Königreich - 2020: für die Single Changes - 2021: für die Single Look at Me - 2021: für die Single Fuck Love - 2021: für das Lied Everybody Dies in Their Nightmares - 2023: für die Single Revenge - 2023: für die Single Falling Down - 2023: für das Lied Hope - 2025: für das Album Look at Me: The Album - 2025: für das Lied The Remedy for a Broken Heart (Why Am I So in Love) | - Mexiko - 2022: für die Single Falling Down - Belgien - 2021: für die Single Sad! - Dänemark - 2021: für die Single Jocelyn Flores - Italien - 2021: für die Single Jocelyn Flores - 2021: für die Single Sad! - 2022: für das Album ? - Kanada - 2019: für die Single Falling Down - Neuseeland - 2023: für das Lied The Remedy for a Broken Heart (Why Am I So in Love) - 2023: für das Lied Hope - 2024: für das Album Look at Me: The Album - Niederlande - 2018: für die Single Sad! - Norwegen - 2018: für das Album ? - 2018: für die Single Sad! - Polen - 2020: für die Single Moonlight - 2021: für die Single Changes - 2024: für das Lied Hope - 2024: für die Single Falling Down - Portugal - 2021: für die Single Moonlight - 2021: für die Single Changes - Schweden - 2018: für die Single Sad! - Vereinigte Staaten - 2020: für das Lied I Don’t Wanna Do This Anymore - 2024: für die Single Take a Step Back - 2025: für das Lied Infinity (888) - Vereinigtes Königreich - 2021: für die Single Sad! - 2022: für die Single Jocelyn Flores - 2022: für das Album 17 - 2024: für die Single Moonlight - 2025: für das Album ? - Australien - 2020: für die Single Changes - Brasilien - 2024: für das Lied Numb - Dänemark - 2024: für die Single Sad! - Frankreich - 2023: für das Album ? - Kanada - 2018: für die Single Sad! - Neuseeland - 2024: für die Single Look at Me - 2024: für die Single Falling Down - 2024: für die Single Changes - Polen - 2020: für die Single Sad! - 2024: für das Album ? - Portugal - 2021: für die Single Sad! - Vereinigte Staaten - 2020: für das Lied Everybody Dies in Their Nightmares - 2021: für die Single Roll in Peace - 2023: für das Album 17 - 2025: für das Lied Numb - Dänemark - 2024: für das Album 17 - Neuseeland - 2024: für das Album ? - 2024: für die Single Moonlight - 2024: für das Album 17 - 2025: für die Single Fuck Love - 2025: für das Lied Everybody Dies in Their Nightmares - 2025: für die Single Revenge - Vereinigte Staaten - 2023: für die Single Falling Down - Australien - 2020: für die Single Sad! - Dänemark - 2024: für das Album ? - Neuseeland - 2024: für die Single Sad! - Vereinigte Staaten - 2023: für die Single Look at Me - 2023: für das Album ? - 2023: für die Single Changes - 2025: für das Lied The Remedy for a Broken Heart (Why Am I So in Love) - Neuseeland - 2024: für die Single Jocelyn Flores - Vereinigte Staaten - 2025: für das Lied Hope - Vereinigte Staaten - 2022: für die Single Jocelyn Flores - Vereinigte Staaten - 2025: für die Single Moonlight - Brasilien - 2024: für die Single Changes - 2024: für das Lied Hope - 2024: für das Lied The Remedy for a Broken Heart (Why Am I So in Love) - Frankreich - 2019: für die Single Moonlight - 2020: für die Single Sad! - 2021: für die Single Jocelyn Flores - 2023: für die Single Changes - 2024: für die Single Fuck Love - 2025: für das Lied Everybody Dies in Their Nightmares - 2025: für das Lied Hope - Vereinigte Staaten - 2021: für die Single Sad! - 2023: für die Single Fuck Love - Brasilien - 2024: für die Single Moonlight - Brasilien - 2024: für die Single Sad! |

## Auszeichnungen nach Alben

### Revenge
| Land/Region               | Auszeichnungen für Musikverkäufe (Land/Region, Auszeichnung, Verkäufe) | Verkäufe |
| ------------------------- | ---------------------------------------------------------------------- | -------- |
| Dänemark (IFPI)           | Platin                                                                 | 20.000   |
| Neuseeland (RMNZ)         | Platin                                                                 | 15.000   |
| Vereinigte Staaten (RIAA) | Gold                                                                   | 500.000  |
| Insgesamt                 | 1× Gold · 2× Platin ·                                                  | 535.000  |

### 17
| Land/Region                  | Auszeichnungen für Musikverkäufe (Land/Region, Auszeichnung, Verkäufe) | Verkäufe  |
| ---------------------------- | ---------------------------------------------------------------------- | --------- |
| Belgien (BRMA)               | Gold                                                                   | 10.000    |
| Dänemark (IFPI)              | 4× Platin                                                              | 80.000    |
| Frankreich (SNEP)            | Platin                                                                 | 100.000   |
| Italien (FIMI)               | Platin                                                                 | 50.000    |
| Kanada (MC)                  | Platin                                                                 | 80.000    |
| Neuseeland (RMNZ)            | 4× Platin                                                              | 60.000    |
| Vereinigte Staaten (RIAA)    | 3× Platin                                                              | 3.000.000 |
| Vereinigtes Königreich (BPI) | Platin                                                                 | 300.000   |
| Insgesamt                    | 1× Gold · 15× Platin ·                                                 | 3.680.000 |

### ?
| Land/Region                  | Auszeichnungen für Musikverkäufe (Land/Region, Auszeichnung, Verkäufe) | Verkäufe  |
| ---------------------------- | ---------------------------------------------------------------------- | --------- |
| Australien (ARIA)            | Platin                                                                 | 70.000    |
| Belgien (BRMA)               | Gold                                                                   | 10.000    |
| Dänemark (IFPI)              | 5× Platin                                                              | 100.000   |
| Deutschland (BVMI)           | Platin                                                                 | 200.000   |
| Frankreich (SNEP)            | 3× Platin                                                              | 300.000   |
| Italien (FIMI)               | 2× Platin                                                              | 100.000   |
| Kanada (MC)                  | Platin                                                                 | 80.000    |
| Neuseeland (RMNZ)            | 4× Platin                                                              | 60.000    |
| Niederlande (NVPI)           | Platin                                                                 | 40.000    |
| Norwegen (IFPI)              | 2× Platin                                                              | 40.000    |
| Polen (ZPAV)                 | 3× Platin                                                              | 60.000    |
| Schweden (IFPI)              | Platin                                                                 | 30.000    |
| Singapur (RIAS)              | Gold                                                                   | 5.000     |
| Vereinigte Staaten (RIAA)    | 5× Platin                                                              | 5.000.000 |
| Vereinigtes Königreich (BPI) | 2× Platin                                                              | 600.000   |
| Insgesamt                    | 2× Gold · 31× Platin ·                                                 | 6.695.000 |

### Skins
| Land/Region                  | Auszeichnungen für Musikverkäufe (Land/Region, Auszeichnung, Verkäufe) | Verkäufe |
| ---------------------------- | ---------------------------------------------------------------------- | -------- |
| Dänemark (IFPI)              | Gold                                                                   | 10.000   |
| Neuseeland (RMNZ)            | Gold                                                                   | 7.500    |
| Vereinigte Staaten (RIAA)    | Gold                                                                   | 500.000  |
| Vereinigtes Königreich (BPI) | Silber                                                                 | 60.000   |
| Insgesamt                    | 1× Silber · 3× Gold ·                                                  | 577.500  |

### Look at Me: The Album
| Land/Region                  | Auszeichnungen für Musikverkäufe (Land/Region, Auszeichnung, Verkäufe) | Verkäufe |
| ---------------------------- | ---------------------------------------------------------------------- | -------- |
| Frankreich (SNEP)            | Platin                                                                 | 100.000  |
| Neuseeland (RMNZ)            | 2× Platin                                                              | 30.000   |
| Vereinigtes Königreich (BPI) | Platin                                                                 | 300.000  |
| Insgesamt                    | 4× Platin ·                                                            | 430.000  |

### Bad Vibes Forever
| Land/Region                  | Auszeichnungen für Musikverkäufe (Land/Region, Auszeichnung, Verkäufe) | Verkäufe |
| ---------------------------- | ---------------------------------------------------------------------- | -------- |
| Dänemark (IFPI)              | Gold                                                                   | 10.000   |
| Neuseeland (RMNZ)            | Gold                                                                   | 7.500    |
| Vereinigtes Königreich (BPI) | Silber                                                                 | 60.000   |
| Insgesamt                    | 1× Silber · 2× Gold ·                                                  | 77.500   |

## Auszeichnungen nach Singles

### Riot
| Land/Region                  | Auszeichnungen für Musikverkäufe (Land/Region, Auszeichnung, Verkäufe) | Verkäufe |
| ---------------------------- | ---------------------------------------------------------------------- | -------- |
| Vereinigtes Königreich (BPI) | Silber                                                                 | 200.000  |
| Insgesamt                    | 1× Silber ·                                                            | 200.000  |

### Look at Me
| Land/Region                  | Auszeichnungen für Musikverkäufe (Land/Region, Auszeichnung, Verkäufe) | Verkäufe  |
| ---------------------------- | ---------------------------------------------------------------------- | --------- |
| Dänemark (IFPI)              | Platin                                                                 | 90.000    |
| Frankreich (SNEP)            | Platin                                                                 | 200.000   |
| Italien (FIMI)               | Platin                                                                 | 50.000    |
| Neuseeland (RMNZ)            | 3× Platin                                                              | 90.000    |
| Spanien (Promusicae)         | Platin                                                                 | 60.000    |
| Vereinigte Staaten (RIAA)    | 5× Platin                                                              | 5.000.000 |
| Vereinigtes Königreich (BPI) | Platin                                                                 | 600.000   |
| Insgesamt                    | 13× Platin ·                                                           | 6.090.000 |

### Take a Step Back
| Land/Region               | Auszeichnungen für Musikverkäufe (Land/Region, Auszeichnung, Verkäufe) | Verkäufe  |
| ------------------------- | ---------------------------------------------------------------------- | --------- |
| Brasilien (PMB)           | Gold                                                                   | 20.000    |
| Neuseeland (RMNZ)         | Platin                                                                 | 30.000    |
| Vereinigte Staaten (RIAA) | 2× Platin                                                              | 2.000.000 |
| Insgesamt                 | 1× Gold · 3× Platin ·                                                  | 2.050.000 |

### Gospel
| Land/Region               | Auszeichnungen für Musikverkäufe (Land/Region, Auszeichnung, Verkäufe) | Verkäufe |
| ------------------------- | ---------------------------------------------------------------------- | -------- |
| Vereinigte Staaten (RIAA) | Gold                                                                   | 500.000  |
| Insgesamt                 | 1× Gold ·                                                              | 500.000  |

### Revenge
| Land/Region                  | Auszeichnungen für Musikverkäufe (Land/Region, Auszeichnung, Verkäufe) | Verkäufe  |
| ---------------------------- | ---------------------------------------------------------------------- | --------- |
| Dänemark (IFPI)              | Gold                                                                   | 45.000    |
| Frankreich (SNEP)            | Platin                                                                 | 200.000   |
| Griechenland (IFPI)          | Platin                                                                 | 20.000    |
| Italien (FIMI)               | Platin                                                                 | 100.000   |
| Neuseeland (RMNZ)            | 4× Platin                                                              | 120.000   |
| Spanien (Promusicae)         | Gold                                                                   | 30.000    |
| Vereinigtes Königreich (BPI) | Platin                                                                 | 600.000   |
| Insgesamt                    | 2× Gold · 8× Platin ·                                                  | 1.115.000 |

### Jocelyn Flores
| Land/Region                  | Auszeichnungen für Musikverkäufe (Land/Region, Auszeichnung, Verkäufe) | Verkäufe   |
| ---------------------------- | ---------------------------------------------------------------------- | ---------- |
| Dänemark (IFPI)              | 2× Platin                                                              | 180.000    |
| Deutschland (BVMI)           | Platin                                                                 | 400.000    |
| Frankreich (SNEP)            | Diamant                                                                | 333.333    |
| Griechenland (IFPI)          | Platin                                                                 | 20.000     |
| Italien (FIMI)               | 2× Platin                                                              | 140.000    |
| Neuseeland (RMNZ)            | 6× Platin                                                              | 180.000    |
| Spanien (Promusicae)         | Platin                                                                 | 60.000     |
| Vereinigte Staaten (RIAA)    | 8× Platin                                                              | 8.000.000  |
| Vereinigtes Königreich (BPI) | 2× Platin                                                              | 1.200.000  |
| Insgesamt                    | 23× Platin · 1× Diamant ·                                              | 10.513.333 |

### Again
| Land/Region                  | Auszeichnungen für Musikverkäufe (Land/Region, Auszeichnung, Verkäufe) | Verkäufe  |
| ---------------------------- | ---------------------------------------------------------------------- | --------- |
| Frankreich (SNEP)            | Gold                                                                   | 100.000   |
| Kanada (MC)                  | Gold                                                                   | 40.000    |
| Polen (ZPAV)                 | Platin                                                                 | 50.000    |
| Vereinigte Staaten (RIAA)    | Platin                                                                 | 1.000.000 |
| Vereinigtes Königreich (BPI) | Silber                                                                 | 200.000   |
| Insgesamt                    | 1× Silber · 2× Gold · 2× Platin ·                                      | 1.390.000 |

### Roll in Peace
| Land/Region                  | Auszeichnungen für Musikverkäufe (Land/Region, Auszeichnung, Verkäufe) | Verkäufe  |
| ---------------------------- | ---------------------------------------------------------------------- | --------- |
| Dänemark (IFPI)              | Gold                                                                   | 45.000    |
| Neuseeland (RMNZ)            | Platin                                                                 | 30.000    |
| Vereinigte Staaten (RIAA)    | 3× Platin                                                              | 3.000.000 |
| Vereinigtes Königreich (BPI) | Silber                                                                 | 200.000   |
| Insgesamt                    | 1× Silber · 1× Gold · 4× Platin ·                                      | 3.275.000 |

### Fuck Love
| Land/Region                  | Auszeichnungen für Musikverkäufe (Land/Region, Auszeichnung, Verkäufe) | Verkäufe   |
| ---------------------------- | ---------------------------------------------------------------------- | ---------- |
| Dänemark (IFPI)              | Platin                                                                 | 90.000     |
| Frankreich (SNEP)            | Diamant                                                                | 333.333    |
| Italien (FIMI)               | Platin                                                                 | 50.000     |
| Neuseeland (RMNZ)            | 4× Platin                                                              | 120.000    |
| Spanien (Promusicae)         | Platin                                                                 | 60.000     |
| Vereinigte Staaten (RIAA)    | Diamant                                                                | 10.000.000 |
| Vereinigtes Königreich (BPI) | Platin                                                                 | 600.000    |
| Insgesamt                    | 8× Platin · 2× Diamant ·                                               | 11.253.333 |

### Sad!
| Land/Region                  | Auszeichnungen für Musikverkäufe (Land/Region, Auszeichnung, Verkäufe) | Verkäufe   |
| ---------------------------- | ---------------------------------------------------------------------- | ---------- |
| Australien (ARIA)            | 5× Platin                                                              | 350.000    |
| Belgien (BRMA)               | 2× Platin                                                              | 80.000     |
| Brasilien (PMB)              | 3× Diamant                                                             | 480.000    |
| Dänemark (IFPI)              | 3× Platin                                                              | 270.000    |
| Deutschland (BVMI)           | Platin                                                                 | 400.000    |
| Frankreich (SNEP)            | Diamant                                                                | 333.333    |
| Griechenland (IFPI)          | Platin                                                                 | 20.000     |
| Italien (FIMI)               | 2× Platin                                                              | 140.000    |
| Kanada (MC)                  | 3× Platin                                                              | 240.000    |
| Mexiko (AMPROFON)            | Platin                                                                 | 60.000     |
| Neuseeland (RMNZ)            | 5× Platin                                                              | 150.000    |
| Niederlande (NVPI)           | 2× Platin                                                              | 160.000    |
| Norwegen (IFPI)              | 2× Platin                                                              | 120.000    |
| Polen (ZPAV)                 | 3× Platin                                                              | 60.000     |
| Portugal (AFP)               | 3× Platin                                                              | 30.000     |
| Schweden (IFPI)              | 2× Platin                                                              | 80.000     |
| Spanien (Promusicae)         | Platin                                                                 | 60.000     |
| Vereinigte Staaten (RIAA)    | Diamant                                                                | 10.000.000 |
| Vereinigtes Königreich (BPI) | 2× Platin                                                              | 1.200.000  |
| Insgesamt                    | 38× Platin · 5× Diamant ·                                              | 14.235.333 |

### Changes
| Land/Region                  | Auszeichnungen für Musikverkäufe (Land/Region, Auszeichnung, Verkäufe) | Verkäufe  |
| ---------------------------- | ---------------------------------------------------------------------- | --------- |
| Australien (ARIA)            | 3× Platin                                                              | 210.000   |
| Brasilien (PMB)              | Diamant                                                                | 160.000   |
| Dänemark (IFPI)              | Platin                                                                 | 90.000    |
| Deutschland (BVMI)           | Gold                                                                   | 200.000   |
| Frankreich (SNEP)            | Diamant                                                                | 333.333   |
| Italien (FIMI)               | Platin                                                                 | 50.000    |
| Kanada (MC)                  | Platin                                                                 | 80.000    |
| Neuseeland (RMNZ)            | 3× Platin                                                              | 90.000    |
| Polen (ZPAV)                 | 2× Platin                                                              | 100.000   |
| Portugal (AFP)               | 2× Platin                                                              | 20.000    |
| Schweden (IFPI)              | Platin                                                                 | 40.000    |
| Spanien (Promusicae)         | Platin                                                                 | 60.000    |
| Vereinigte Staaten (RIAA)    | 5× Platin                                                              | 5.000.000 |
| Vereinigtes Königreich (BPI) | Platin                                                                 | 600.000   |
| Insgesamt                    | 1× Gold · 21× Platin · 2× Diamant ·                                    | 7.033.333 |

### Moonlight
| Land/Region                  | Auszeichnungen für Musikverkäufe (Land/Region, Auszeichnung, Verkäufe) | Verkäufe   |
| ---------------------------- | ---------------------------------------------------------------------- | ---------- |
| Brasilien (PMB)              | 2× Diamant                                                             | 320.000    |
| Dänemark (IFPI)              | Platin                                                                 | 90.000     |
| Deutschland (BVMI)           | Platin                                                                 | 400.000    |
| Griechenland (IFPI)          | Platin                                                                 | 20.000     |
| Frankreich (SNEP)            | Diamant                                                                | 333.333    |
| Italien (FIMI)               | Platin                                                                 | 50.000     |
| Kanada (MC)                  | Platin                                                                 | 80.000     |
| Neuseeland (RMNZ)            | 4× Platin                                                              | 120.000    |
| Polen (ZPAV)                 | 2× Platin                                                              | 40.000     |
| Portugal (AFP)               | 2× Platin                                                              | 20.000     |
| Schweden (IFPI)              | Platin                                                                 | 40.000     |
| Spanien (Promusicae)         | Platin                                                                 | 60.000     |
| Vereinigte Staaten (RIAA)    | 9× Platin                                                              | 9.000.000  |
| Vereinigtes Königreich (BPI) | 2× Platin                                                              | 1.200.000  |
| Insgesamt                    | 26× Platin · 3× Diamant ·                                              | 11.773.333 |

### Falling Down
| Land/Region                  | Auszeichnungen für Musikverkäufe (Land/Region, Auszeichnung, Verkäufe) | Verkäufe  |
| ---------------------------- | ---------------------------------------------------------------------- | --------- |
| Australien (ARIA)            | Platin                                                                 | 70.000    |
| Dänemark (IFPI)              | Platin                                                                 | 90.000    |
| Deutschland (BVMI)           | Platin                                                                 | 400.000   |
| Frankreich (SNEP)            | Platin                                                                 | 200.000   |
| Italien (FIMI)               | Platin                                                                 | 100.000   |
| Kanada (MC)                  | 2× Platin                                                              | 160.000   |
| Mexiko (AMPROFON)            | 3× Gold                                                                | 90.000    |
| Neuseeland (RMNZ)            | 3× Platin                                                              | 90.000    |
| Polen (ZPAV)                 | 2× Platin                                                              | 100.000   |
| Portugal (AFP)               | Gold                                                                   | 5.000     |
| Spanien (Promusicae)         | Gold                                                                   | 30.000    |
| Vereinigte Staaten (RIAA)    | 4× Platin                                                              | 4.000.000 |
| Vereinigtes Königreich (BPI) | Platin                                                                 | 600.000   |
| Insgesamt                    | 3× Gold · 18× Platin ·                                                 | 5.935.000 |

### Arms Around You
| Land/Region                  | Auszeichnungen für Musikverkäufe (Land/Region, Auszeichnung, Verkäufe) | Verkäufe  |
| ---------------------------- | ---------------------------------------------------------------------- | --------- |
| Australien (ARIA)            | Platin                                                                 | 70.000    |
| Dänemark (IFPI)              | Gold                                                                   | 45.000    |
| Deutschland (BVMI)           | Gold                                                                   | 200.000   |
| Frankreich (SNEP)            | Platin                                                                 | 200.000   |
| Italien (FIMI)               | Platin                                                                 | 50.000    |
| Neuseeland (RMNZ)            | Platin                                                                 | 30.000    |
| Polen (ZPAV)                 | Gold                                                                   | 25.000    |
| Portugal (AFP)               | Platin                                                                 | 10.000    |
| Spanien (Promusicae)         | Gold                                                                   | 30.000    |
| Vereinigte Staaten (RIAA)    | Platin                                                                 | 1.000.000 |
| Vereinigtes Königreich (BPI) | Gold                                                                   | 400.000   |
| Insgesamt                    | 5× Gold · 6× Platin ·                                                  | 2.060.000 |

### Bad!
| Land/Region                  | Auszeichnungen für Musikverkäufe (Land/Region, Auszeichnung, Verkäufe) | Verkäufe  |
| ---------------------------- | ---------------------------------------------------------------------- | --------- |
| Dänemark (IFPI)              | Gold                                                                   | 45.000    |
| Frankreich (SNEP)            | Gold                                                                   | 100.000   |
| Neuseeland (RMNZ)            | Platin                                                                 | 30.000    |
| Vereinigte Staaten (RIAA)    | Platin                                                                 | 1.000.000 |
| Vereinigtes Königreich (BPI) | Silber                                                                 | 200.000   |
| Insgesamt                    | 1× Silber · 2× Gold · 2× Platin ·                                      | 1.375.000 |

### Bad Vibes Forever
| Land/Region                  | Auszeichnungen für Musikverkäufe (Land/Region, Auszeichnung, Verkäufe) | Verkäufe |
| ---------------------------- | ---------------------------------------------------------------------- | -------- |
| Neuseeland (RMNZ)            | Gold                                                                   | 15.000   |
| Vereinigtes Königreich (BPI) | Silber                                                                 | 200.000  |
| Insgesamt                    | 1× Silber · 1× Gold ·                                                  | 215.000  |

### Vice City
| Land/Region               | Auszeichnungen für Musikverkäufe (Land/Region, Auszeichnung, Verkäufe) | Verkäufe |
| ------------------------- | ---------------------------------------------------------------------- | -------- |
| Vereinigte Staaten (RIAA) | Gold                                                                   | 500.000  |
| Insgesamt                 | 1× Gold ·                                                              | 500.000  |

### True Love
| Land/Region                  | Auszeichnungen für Musikverkäufe (Land/Region, Auszeichnung, Verkäufe) | Verkäufe |
| ---------------------------- | ---------------------------------------------------------------------- | -------- |
| Vereinigtes Königreich (BPI) | Silber                                                                 | 200.000  |
| Insgesamt                    | 1× Silber ·                                                            | 200.000  |

## Auszeichnungen nach Liedern

### Yung Bratz
| Land/Region                  | Auszeichnungen für Musikverkäufe (Land/Region, Auszeichnung, Verkäufe) | Verkäufe |
| ---------------------------- | ---------------------------------------------------------------------- | -------- |
| Vereinigtes Königreich (BPI) | Silber                                                                 | 200.000  |
| Insgesamt                    | 1× Silber ·                                                            | 200.000  |

### Everybody Dies in Their Nightmares
| Land/Region                  | Auszeichnungen für Musikverkäufe (Land/Region, Auszeichnung, Verkäufe) | Verkäufe  |
| ---------------------------- | ---------------------------------------------------------------------- | --------- |
| Dänemark (IFPI)              | Platin                                                                 | 90.000    |
| Deutschland (BVMI)           | Gold                                                                   | 200.000   |
| Frankreich (SNEP)            | Diamant                                                                | 333.333   |
| Italien (FIMI)               | Platin                                                                 | 50.000    |
| Neuseeland (RMNZ)            | 4× Platin                                                              | 120.000   |
| Spanien (Promusicae)         | Platin                                                                 | 60.000    |
| Vereinigte Staaten (RIAA)    | 3× Platin                                                              | 3.000.000 |
| Vereinigtes Königreich (BPI) | Platin                                                                 | 600.000   |
| Insgesamt                    | 1× Gold · 11× Platin · 1× Diamant ·                                    | 4.453.333 |

### Depression & Obsession
| Land/Region                  | Auszeichnungen für Musikverkäufe (Land/Region, Auszeichnung, Verkäufe) | Verkäufe |
| ---------------------------- | ---------------------------------------------------------------------- | -------- |
| Neuseeland (RMNZ)            | Platin                                                                 | 30.000   |
| Vereinigtes Königreich (BPI) | Silber                                                                 | 200.000  |
| Insgesamt                    | 1× Silber · 1× Platin ·                                                | 230.000  |

### Save Me
| Land/Region                  | Auszeichnungen für Musikverkäufe (Land/Region, Auszeichnung, Verkäufe) | Verkäufe |
| ---------------------------- | ---------------------------------------------------------------------- | -------- |
| Neuseeland (RMNZ)            | Gold                                                                   | 15.000   |
| Vereinigtes Königreich (BPI) | Silber                                                                 | 200.000  |
| Insgesamt                    | 1× Silber · 1× Gold ·                                                  | 215.000  |

### Carry On
| Land/Region                  | Auszeichnungen für Musikverkäufe (Land/Region, Auszeichnung, Verkäufe) | Verkäufe  |
| ---------------------------- | ---------------------------------------------------------------------- | --------- |
| Dänemark (IFPI)              | Gold                                                                   | 45.000    |
| Frankreich (SNEP)            | Gold                                                                   | 100.000   |
| Italien (FIMI)               | Gold                                                                   | 35.000    |
| Neuseeland (RMNZ)            | Platin                                                                 | 30.000    |
| Vereinigte Staaten (RIAA)    | Platin                                                                 | 1.000.000 |
| Vereinigtes Königreich (BPI) | Silber                                                                 | 200.000   |
| Insgesamt                    | 1× Silber · 3× Gold · 2× Platin ·                                      | 1.410.000 |

### I Don’t Wanna Do This Anymore
| Land/Region                  | Auszeichnungen für Musikverkäufe (Land/Region, Auszeichnung, Verkäufe) | Verkäufe  |
| ---------------------------- | ---------------------------------------------------------------------- | --------- |
| Dänemark (IFPI)              | Gold                                                                   | 45.000    |
| Neuseeland (RMNZ)            | Platin                                                                 | 30.000    |
| Vereinigte Staaten (RIAA)    | 2× Platin                                                              | 2.000.000 |
| Vereinigtes Königreich (BPI) | Silber                                                                 | 200.000   |
| Insgesamt                    | 1× Silber · 1× Gold · 3× Platin ·                                      | 2.275.000 |

### A Ghetto Christmas Carol
| Land/Region               | Auszeichnungen für Musikverkäufe (Land/Region, Auszeichnung, Verkäufe) | Verkäufe  |
| ------------------------- | ---------------------------------------------------------------------- | --------- |
| Vereinigte Staaten (RIAA) | Platin                                                                 | 1.000.000 |
| Insgesamt                 | 1× Platin ·                                                            | 1.000.000 |

### Up Like an Insomniac (Freestyle)
| Land/Region               | Auszeichnungen für Musikverkäufe (Land/Region, Auszeichnung, Verkäufe) | Verkäufe |
| ------------------------- | ---------------------------------------------------------------------- | -------- |
| Vereinigte Staaten (RIAA) | Gold                                                                   | 500.000  |
| Insgesamt                 | 1× Gold ·                                                              | 500.000  |

### Hate Will Never Win
| Land/Region               | Auszeichnungen für Musikverkäufe (Land/Region, Auszeichnung, Verkäufe) | Verkäufe |
| ------------------------- | ---------------------------------------------------------------------- | -------- |
| Vereinigte Staaten (RIAA) | Gold                                                                   | 500.000  |
| Insgesamt                 | 1× Gold ·                                                              | 500.000  |

### The Remedy for a Broken Heart (Why Am I So in Love)
| Land/Region                  | Auszeichnungen für Musikverkäufe (Land/Region, Auszeichnung, Verkäufe) | Verkäufe  |
| ---------------------------- | ---------------------------------------------------------------------- | --------- |
| Brasilien (PMB)              | Diamant                                                                | 160.000   |
| Dänemark (IFPI)              | Platin                                                                 | 90.000    |
| Deutschland (BVMI)           | Gold                                                                   | 200.000   |
| Frankreich (SNEP)            | Platin                                                                 | 200.000   |
| Italien (FIMI)               | Gold                                                                   | 25.000    |
| Kanada (MC)                  | Gold                                                                   | 40.000    |
| Neuseeland (RMNZ)            | 2× Platin                                                              | 60.000    |
| Polen (ZPAV)                 | Platin                                                                 | 50.000    |
| Portugal (AFP)               | Platin                                                                 | 10.000    |
| Spanien (Promusicae)         | Gold                                                                   | 30.000    |
| Vereinigte Staaten (RIAA)    | 5× Platin                                                              | 5.000.000 |
| Vereinigtes Königreich (BPI) | Platin                                                                 | 600.000   |
| Insgesamt                    | 4× Gold · 12× Platin · 1× Diamant ·                                    | 6.465.000 |

### Numb
| Land/Region                  | Auszeichnungen für Musikverkäufe (Land/Region, Auszeichnung, Verkäufe) | Verkäufe  |
| ---------------------------- | ---------------------------------------------------------------------- | --------- |
| Brasilien (PMB)              | 3× Platin                                                              | 120.000   |
| Dänemark (IFPI)              | Gold                                                                   | 45.000    |
| Frankreich (SNEP)            | Gold                                                                   | 100.000   |
| Neuseeland (RMNZ)            | Platin                                                                 | 30.000    |
| Polen (ZPAV)                 | Gold                                                                   | 25.000    |
| Vereinigte Staaten (RIAA)    | 3× Platin                                                              | 3.000.000 |
| Vereinigtes Königreich (BPI) | Silber                                                                 | 200.000   |
| Insgesamt                    | 1× Silber · 3× Gold · 7× Platin ·                                      | 3.520.000 |

### Infinity (888)
| Land/Region                  | Auszeichnungen für Musikverkäufe (Land/Region, Auszeichnung, Verkäufe) | Verkäufe  |
| ---------------------------- | ---------------------------------------------------------------------- | --------- |
| Brasilien (PMB)              | Gold                                                                   | 20.000    |
| Neuseeland (RMNZ)            | Platin                                                                 | 30.000    |
| Vereinigte Staaten (RIAA)    | 2× Platin                                                              | 2.000.000 |
| Vereinigtes Königreich (BPI) | Silber                                                                 | 200.000   |
| Insgesamt                    | 1× Silber · 1× Gold · 3× Platin ·                                      | 2.250.000 |

### Going Down!
| Land/Region               | Auszeichnungen für Musikverkäufe (Land/Region, Auszeichnung, Verkäufe) | Verkäufe  |
| ------------------------- | ---------------------------------------------------------------------- | --------- |
| Brasilien (PMB)           | Gold                                                                   | 20.000    |
| Vereinigte Staaten (RIAA) | Platin                                                                 | 1.000.000 |
| Insgesamt                 | 1× Gold · 1× Platin ·                                                  | 1.020.000 |

### Hope
| Land/Region                  | Auszeichnungen für Musikverkäufe (Land/Region, Auszeichnung, Verkäufe) | Verkäufe  |
| ---------------------------- | ---------------------------------------------------------------------- | --------- |
| Brasilien (PMB)              | Diamant                                                                | 160.000   |
| Dänemark (IFPI)              | Platin                                                                 | 90.000    |
| Deutschland (BVMI)           | Gold                                                                   | 200.000   |
| Frankreich (SNEP)            | Diamant                                                                | 333.333   |
| Griechenland (IFPI)          | Gold                                                                   | 10.000    |
| Italien (FIMI)               | Platin                                                                 | 100.000   |
| Neuseeland (RMNZ)            | 2× Platin                                                              | 60.000    |
| Polen (ZPAV)                 | 2× Platin                                                              | 100.000   |
| Portugal (AFP)               | Platin                                                                 | 10.000    |
| Spanien (Promusicae)         | Gold                                                                   | 30.000    |
| Vereinigte Staaten (RIAA)    | 6× Platin                                                              | 6.000.000 |
| Vereinigtes Königreich (BPI) | Platin                                                                 | 600.000   |
| Insgesamt                    | 3× Gold · 14× Platin · 2× Diamant ·                                    | 7.693.333 |

### Love Yourself (Interlude)
| Land/Region               | Auszeichnungen für Musikverkäufe (Land/Region, Auszeichnung, Verkäufe) | Verkäufe |
| ------------------------- | ---------------------------------------------------------------------- | -------- |
| Vereinigte Staaten (RIAA) | Gold                                                                   | 500.000  |
| Insgesamt                 | 1× Gold ·                                                              | 500.000  |

### Schizophrenia
| Land/Region               | Auszeichnungen für Musikverkäufe (Land/Region, Auszeichnung, Verkäufe) | Verkäufe |
| ------------------------- | ---------------------------------------------------------------------- | -------- |
| Vereinigte Staaten (RIAA) | Gold                                                                   | 500.000  |
| Insgesamt                 | 1× Gold ·                                                              | 500.000  |

### Don’t Cry
| Land/Region               | Auszeichnungen für Musikverkäufe (Land/Region, Auszeichnung, Verkäufe) | Verkäufe  |
| ------------------------- | ---------------------------------------------------------------------- | --------- |
| Vereinigte Staaten (RIAA) | Platin                                                                 | 1.000.000 |
| Insgesamt                 | 1× Platin ·                                                            | 1.000.000 |

### Whoa (Mind in Awe)
| Land/Region                  | Auszeichnungen für Musikverkäufe (Land/Region, Auszeichnung, Verkäufe) | Verkäufe  |
| ---------------------------- | ---------------------------------------------------------------------- | --------- |
| Neuseeland (RMNZ)            | Platin                                                                 | 30.000    |
| Vereinigte Staaten (RIAA)    | Platin                                                                 | 1.000.000 |
| Vereinigtes Königreich (BPI) | Silber                                                                 | 200.000   |
| Insgesamt                    | 1× Silber · 2× Platin ·                                                | 1.230.000 |

### I Don’t Let Go
| Land/Region               | Auszeichnungen für Musikverkäufe (Land/Region, Auszeichnung, Verkäufe) | Verkäufe |
| ------------------------- | ---------------------------------------------------------------------- | -------- |
| Vereinigte Staaten (RIAA) | Gold                                                                   | 500.000  |
| Insgesamt                 | 1× Gold ·                                                              | 500.000  |

### I Don’t Even Speak Spanish Lol
| Land/Region               | Auszeichnungen für Musikverkäufe (Land/Region, Auszeichnung, Verkäufe) | Verkäufe  |
| ------------------------- | ---------------------------------------------------------------------- | --------- |
| Vereinigte Staaten (RIAA) | Platin                                                                 | 1.000.000 |
| Insgesamt                 | 1× Platin ·                                                            | 1.000.000 |

### Alone, Part 3
| Land/Region               | Auszeichnungen für Musikverkäufe (Land/Region, Auszeichnung, Verkäufe) | Verkäufe  |
| ------------------------- | ---------------------------------------------------------------------- | --------- |
| Brasilien (PMB)           | Gold                                                                   | 20.000    |
| Vereinigte Staaten (RIAA) | Platin                                                                 | 1.000.000 |
| Insgesamt                 | 1× Gold · 1× Platin ·                                                  | 1.020.000 |

### $$$
| Land/Region               | Auszeichnungen für Musikverkäufe (Land/Region, Auszeichnung, Verkäufe) | Verkäufe  |
| ------------------------- | ---------------------------------------------------------------------- | --------- |
| Brasilien (PMB)           | Gold                                                                   | 20.000    |
| Vereinigte Staaten (RIAA) | Platin                                                                 | 1.000.000 |
| Insgesamt                 | 1× Gold · 1× Platin ·                                                  | 1.020.000 |

### Before I Close My Eyes
| Land/Region               | Auszeichnungen für Musikverkäufe (Land/Region, Auszeichnung, Verkäufe) | Verkäufe  |
| ------------------------- | ---------------------------------------------------------------------- | --------- |
| Brasilien (PMB)           | Gold                                                                   | 20.000    |
| Vereinigte Staaten (RIAA) | Platin                                                                 | 1.000.000 |
| Insgesamt                 | 1× Gold · 1× Platin ·                                                  | 1.020.000 |

### Smash!
| Land/Region               | Auszeichnungen für Musikverkäufe (Land/Region, Auszeichnung, Verkäufe) | Verkäufe |
| ------------------------- | ---------------------------------------------------------------------- | -------- |
| Vereinigte Staaten (RIAA) | Gold                                                                   | 500.000  |
| Insgesamt                 | 1× Gold ·                                                              | 500.000  |

### Floor 555
| Land/Region               | Auszeichnungen für Musikverkäufe (Land/Region, Auszeichnung, Verkäufe) | Verkäufe  |
| ------------------------- | ---------------------------------------------------------------------- | --------- |
| Brasilien (PMB)           | Gold                                                                   | 20.000    |
| Neuseeland (RMNZ)         | Gold                                                                   | 15.000    |
| Vereinigte Staaten (RIAA) | Platin                                                                 | 1.000.000 |
| Insgesamt                 | 2× Gold · 1× Platin ·                                                  | 1.035.000 |

### Pain = Bestfriend
| Land/Region               | Auszeichnungen für Musikverkäufe (Land/Region, Auszeichnung, Verkäufe) | Verkäufe |
| ------------------------- | ---------------------------------------------------------------------- | -------- |
| Vereinigte Staaten (RIAA) | Gold                                                                   | 500.000  |
| Insgesamt                 | 1× Gold ·                                                              | 500.000  |

### Scared of the Dark
| Land/Region                  | Auszeichnungen für Musikverkäufe (Land/Region, Auszeichnung, Verkäufe) | Verkäufe |
| ---------------------------- | ---------------------------------------------------------------------- | -------- |
| Brasilien (PMB)              | Platin                                                                 | 40.000   |
| Vereinigtes Königreich (BPI) | Silber                                                                 | 200.000  |
| Insgesamt                    | 1× Silber · 1× Platin ·                                                | 240.000  |

### Sauce!
| Land/Region               | Auszeichnungen für Musikverkäufe (Land/Region, Auszeichnung, Verkäufe) | Verkäufe |
| ------------------------- | ---------------------------------------------------------------------- | -------- |
| Vereinigte Staaten (RIAA) | Gold                                                                   | 500.000  |
| Insgesamt                 | 1× Gold ·                                                              | 500.000  |

## Statistik und Quellen
| Land/RegionAuszeichnungen für Musikverkäufe (Land/Region, Auszeichnungen, Verkäufe, Quellen) | Silber       | Gold       | Platin         | Diamant       | Verkäufe    | Quellen              |
| -------------------------------------------------------------------------------------------- | ------------ | ---------- | -------------- | ------------- | ----------- | -------------------- |
| Australien (ARIA)                                                                            | —            | —          | 11× Platin11   | —             | 770.000     | aria.com.au          |
| Belgien (BRMA)                                                                               | —            | 2× Gold2   | 2× Platin2     | —             | 100.000     | ultratop.be          |
| Brasilien (PMB)                                                                              | —            | 7× Gold7   | 4× Platin4     | 8× Diamant8   | 1.580.000   | pro-musicabr.org.br  |
| Dänemark (IFPI)                                                                              | —            | 9× Gold9   | 23× Platin23   | —             | 1.665.000   | ifpi.dk              |
| Deutschland (BVMI)                                                                           | —            | 5× Gold5   | 5× Platin5     | —             | 2.800.000   | musikindustrie.de    |
| Frankreich (SNEP)                                                                            | —            | 4× Gold4   | 10× Platin10   | 7× Diamant7   | 4.233.331   | snepmusique.com      |
| Griechenland (IFPI)                                                                          | —            | Gold1      | 4× Platin4     | —             | 90.000      | Einzelnachweise      |
| Italien (FIMI)                                                                               | —            | 2× Gold2   | 16× Platin16   | —             | 1.140.000   | fimi.it              |
| Kanada (MC)                                                                                  | —            | 2× Gold2   | 9× Platin9     | —             | 800.000     | musiccanada.com      |
| Mexiko (AMPROFON)                                                                            | —            | Gold1      | 2× Platin2     | —             | 150.000     | amprofon.com.mx      |
| Neuseeland (RMNZ)                                                                            | —            | 5× Gold5   | 61× Platin61   | —             | 1.725.000   | radioscope.co.nz NZ2 |
| Niederlande (NVPI)                                                                           | —            | —          | 3× Platin3     | —             | 200.000     | nvpi.nl              |
| Norwegen (IFPI)                                                                              | —            | —          | 4× Platin4     | —             | 160.000     | ifpi.no              |
| Polen (ZPAV)                                                                                 | —            | 2× Gold2   | 16× Platin16   | —             | 610.000     | olis.pl              |
| Portugal (AFP)                                                                               | —            | Gold1      | 10× Platin10   | —             | 105.000     | Einzelnachweise      |
| Schweden (IFPI)                                                                              | —            | —          | 5× Platin5     | —             | 190.000     | sverigetopplistan.se |
| Singapur (RIAS)                                                                              | —            | Gold1      | —              | —             | 5.000       | rias.org.sg          |
| Spanien (Promusicae)                                                                         | —            | 5× Gold5   | 7× Platin7     | —             | 570.000     | elportaldemusica.es  |
| Vereinigte Staaten (RIAA)                                                                    | —            | 12× Gold12 | 78× Platin78   | 2× Diamant2   | 104.000.000 | riaa.com             |
| Vereinigtes Königreich (BPI)                                                                 | 17× Silber17 | Gold1      | 18× Platin18   | —             | 13.120.000  | bpi.co.uk            |
| Insgesamt                                                                                    | 17× Silber17 | 60× Gold60 | 288× Platin288 | 17× Diamant17 |             |                      |